# Corrinne May
Corrinne May, född 19 januari 1973, är en sångerska från Singapore. 

## Biografi
Corrinne May fick sitt namn från sin mors favoritsång Corinna, Corinna. Hon började spelade piano som 5-åring och kan även spela gitarr. Hon lämnade Singapore för att studera musik i Boston i USA. För att uppnå sina musikaliska drömmar flyttade hon till Los Angeles 1999.
Sedan dess har hon släppt fyra studioalbum, det senaste 2007.

## Diskografi

### Album
- 2001 – Fly Away / Corrinne May
- 2005 – Safe in a Crazy World
- 2006 – The Gift
- 2007 – Beautiful Seed